# Răchitoasa (okręg Bacău)
Răchitoasa – wieś w Rumunii, w okręgu Bacău, w gminie Răchitoasa. W 2011 roku liczyła 1613 mieszkańców.